# Rocco Prestia
Francis Rocco Prestia (Sonora, 7 marzo 1951 – Las Vegas, 29 settembre 2020) è stato un bassista statunitense.
Divenne noto soprattutto per la sua militanza come bassista nella famosa band Tower of Power.

## Biografia
Italo-americano nato a Sonora, California, Prestia iniziò a suonare la chitarra elettrica da adolescente. Quando fece l'audizione per la band di Emilio Castillo, Tower of Power, Castillo lo convinse a passare al basso elettrico.
Prestia rimase nella band per tre decenni, prima di ammalarsi gravemente nel 2001. I suoi fan e amici crearono una fondazione per aiutare a pagare le spese mediche dell'artista. Il 5 dicembre 2014, fu sottoposto con successo a un intervento di trapianto di fegato.

## Tecnica
Prestia era considerato un maestro del fingerstyle funk, una tecnica in cui lavorando leggermente sulle corde con la mano sinistra per ottenere un suono percussivo, riusciva a mantenere l'intonazione chiara e precisa. Questo suono caratteristico, in combinazione con un approccio altamente ritmico alle linee di basso, rese inconfondibile il suono di Prestia.

## Discografia

### Solista
- Everybody on the Bus! (1999)

### Coi Tower of Power
- East Bay Grease (1970)
- Bump City (1972)
- Tower of Power (1973)
- Back to Oakland (1974)
- Urban Renewal (1975)
- In The Slot (1975)
- Live and in Living Color (1976)
- Ain't Nothin' Stoppin' Us Now (1976)
- We Came to Play! (1978)
- Back on the Streets (1979)
- Power (1987)
- Monster on a Leash (1991)
- T.O.P. (1993)
- Souled Out (1995)
- Rhythm & Business (1997)
- Direct Plus (1997)
- Soul Vaccination Live (1999)
- Dinosaur Tracks (2000)
- Oakland Zone (2003)
- The Great American Soul Book (2009)
- Soul Side of Town (2018)
- Step Up (2020)